# Арсенид рубидия
Арсенид рубидия — бинарное неорганическое соединение
рубидия и мышьяка
с формулой RbAs,
кристаллы.

## Получение
- Сплавление стехиометрических количеств чистых веществ:

{\displaystyle {\mathsf {Rb+As\ {\xrightarrow {550^{o}C}}\ RbAs}}}

## Физические свойства
Арсенид рубидия образует кристаллы
ромбические сингонии,
пространственная группа P 212121,
параметры ячейки a = 0,61915 нм, b = 0,6575 нм, c = 1,2040 нм, Z = 8,
структура типа фосфида натрия
.
Соединение конгруэнтно плавится при температуре 550°C .